# Buchan River
Buchan River är ett vattendrag i Australien. Det ligger i delstaten Victoria, omkring 290 kilometer öster om delstatshuvudstaden Melbourne.
I omgivningarna runt Buchan River växer i huvudsak städsegrön lövskog. Trakten runt Buchan River är nära nog obefolkad, med mindre än två invånare per kvadratkilometer. Genomsnittlig årsnederbörd är 1 146 millimeter. Den regnigaste månaden är juni, med i genomsnitt 207 mm nederbörd, och den torraste är juli, med 51 mm nederbörd.